# Xã Center, Quận Dade, Missouri
Xã Center (tiếng Anh: Center Township) là một xã thuộc quận Dade, tiểu bang Missouri, Hoa Kỳ. Năm 2010, dân số của xã này là 1.983 người.